# Preadkî, Mirhorod
Preadkî (în ucraineană Прядки) este un sat în comuna Cerkașceanî din raionul Mirhorod, regiunea Poltava, Ucraina.